# La Petite-Fosse
La Petite-Fosse ist eine französische Gemeinde mit 84 Einwohnern (Stand 1. Januar 2022) im Département Vosges in der Region Grand Est. Sie gehört zum Arrondissement Saint-Dié-des-Vosges und zum Kanton Saint-Dié-des-Vosges-2.

## Geografie
La Petite-Fosse liegt rund neun Kilometer (Luftlinie) nordöstlich von Saint-Dié-des-Vosges in den Vogesen. Der Ort liegt am Bach Bestrupt. Viele bewaldete Hügel sind typisch für die Gemeinde. La Petite-Fosse gehört zum Gebiet des Regionalen Naturparks Ballons des Vosges. Umgeben wird La Petite-Fosse von den Nachbargemeinden La Grande-Fosse im Nordosten, Provenchères-et-Colroy im Osten, Le Beulay, Frapelle und Nayemont-les-Fosses im Süden sowie Ban-de-Sapt im Westen.
Die Gemeinde besteht aus dem Dorf La Petite-Fosse sowie wenigen Einzelgehöften.

## Geschichte
Von 1793 bis 1801 war La Petite-Fosse ein Teil des Distrikts Saint-Dié. Von 1793 bis 1801 war die Gemeinde dem Kanton Bertrimoutier, von 1801 bis 1871 dem Kanton Saales zugeteilt. Danach gehörte der Ort bis 2015 zum Kanton Provenchères-sur-Fave. Verwaltungstechnisch ist La Petite-Fosse zudem seit 1801 Teil des Arrondissements Saint-Dié-des-Vosges.

## Bevölkerungsentwicklung
| Jahr                       | 1962 | 1968 | 1975 | 1982 | 1990 | 1999 | 2006 | 2012 | 2019 |
| Einwohner                  | 106  | 76   | 73   | 64   | 74   | 59   | 87   | 84   | 72   |
| Quellen: Cassini und INSEE |      |      |      |      |      |      |      |      |      |

Die zunehmende Mechanisierung der Landwirtschaft und die zahlreichen Toten des Ersten Weltkriegs führten zu einem Absinken der Einwohnerzahlen bis auf die Tiefststände in jüngerer Zeit. Der Anstieg zwischen 1866 und 1876 geht auf Zuwanderer aus dem Reichsland Elsass-Lothringen zurück. Der Rückgang zwischen 1911 und 1921 ist eine Folge der vielen Gefallenen des Ersten Weltkriegs und der Grippewelle von 1918.

## Sehenswürdigkeiten
- Kirche Saint-Joseph aus dem Jahr 1864 mit sehenswerten Grabsteinen
- Kapelle Saint-Gondelbert
- mehrere Kreuze und Wegkreuze
- Beinhaus  Notre Dame de Confiance
- Gräber für die Gefallenen auf dem Dorffriedhof und Denkmal auf dem Spitzemberg für das 152. Infanterieregiment[1]
- Überreste des Schlosses Château de Spitzemberg

Quelle:

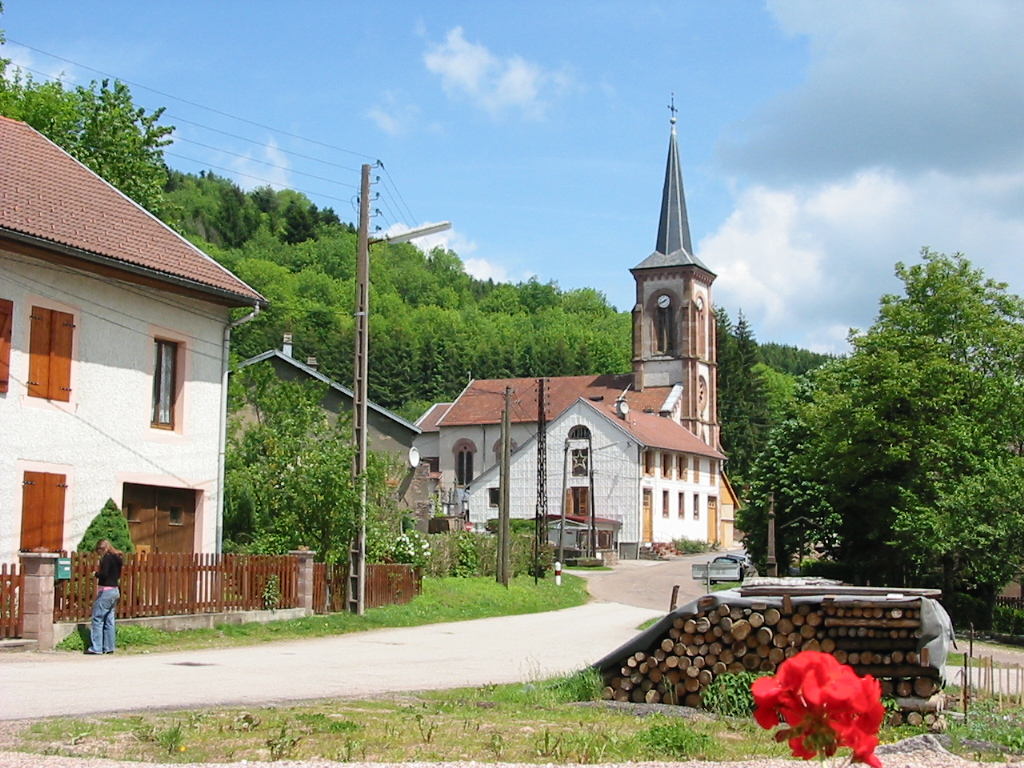
Ansicht des Dorfs La Petite-Fosse
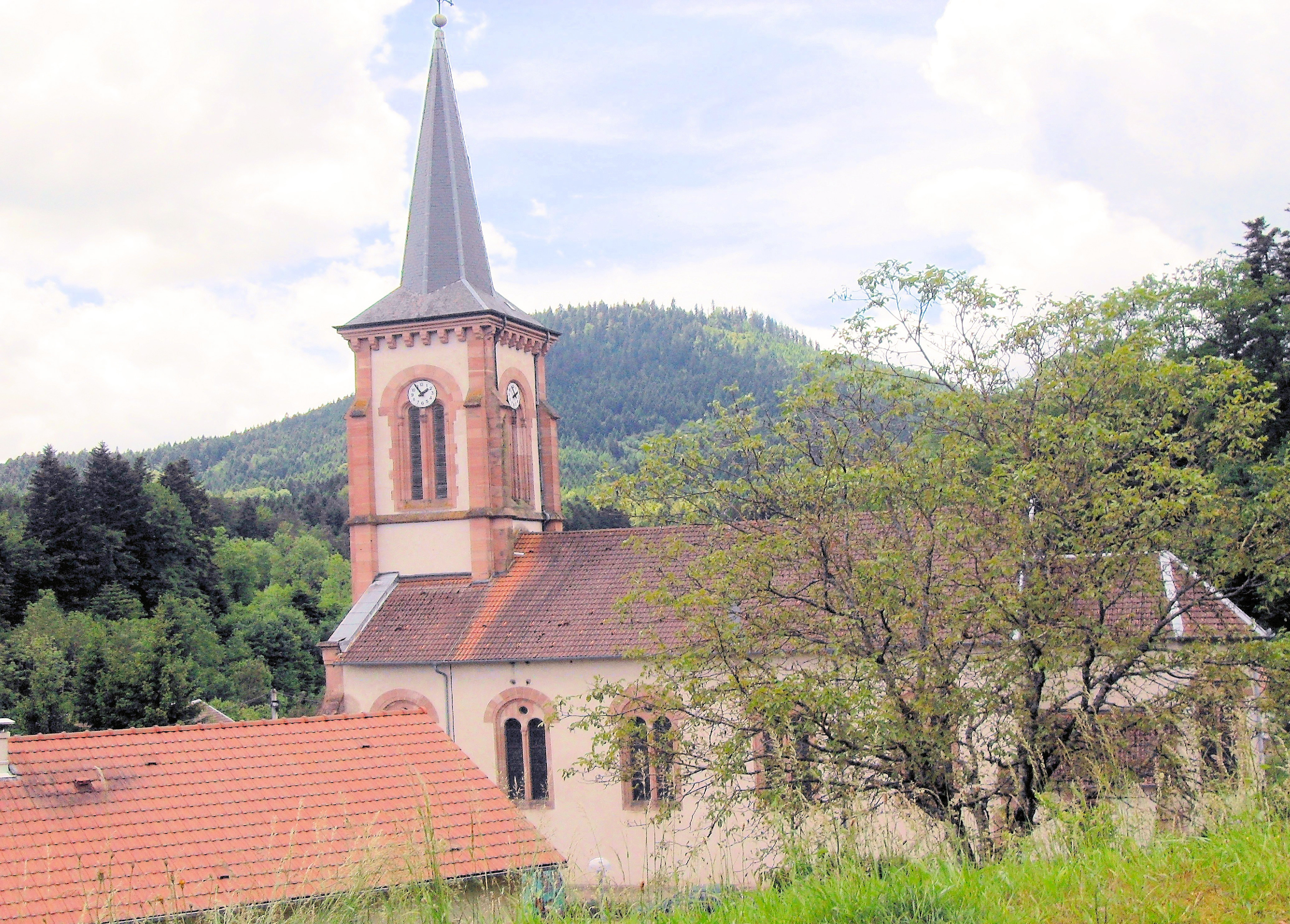
Teilansicht des Dorfs mit der Kirche Saint-Joseph
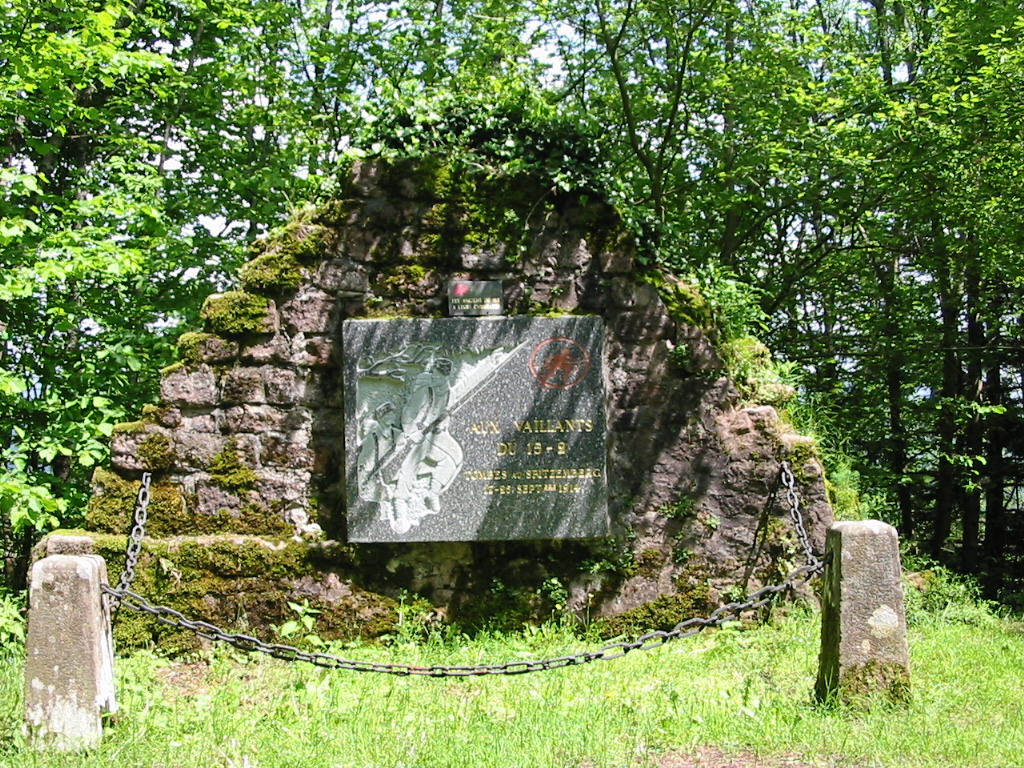
Denkmal für das 152. Infanterieregiment
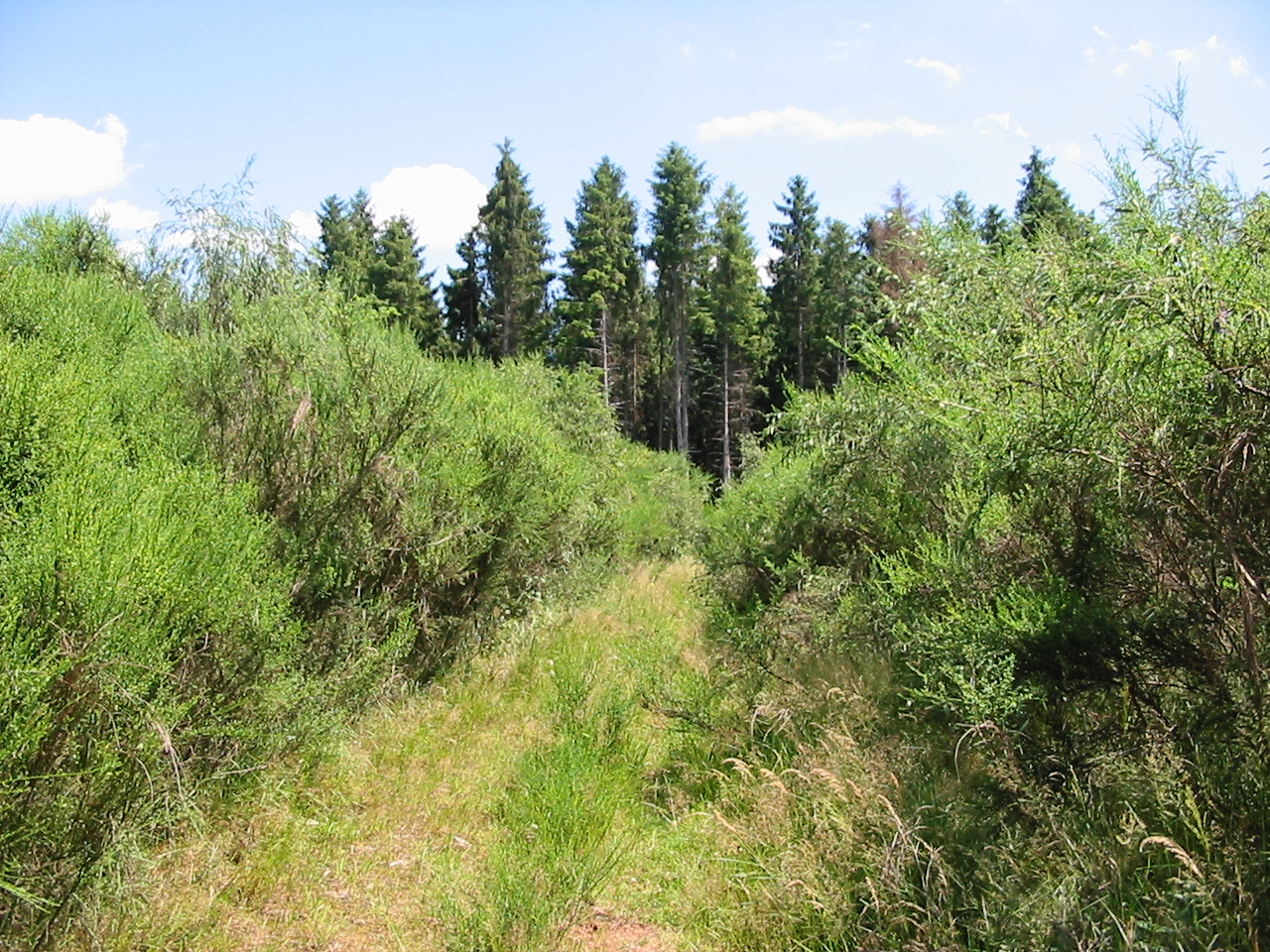
Gegend von Saint-Gondelbert
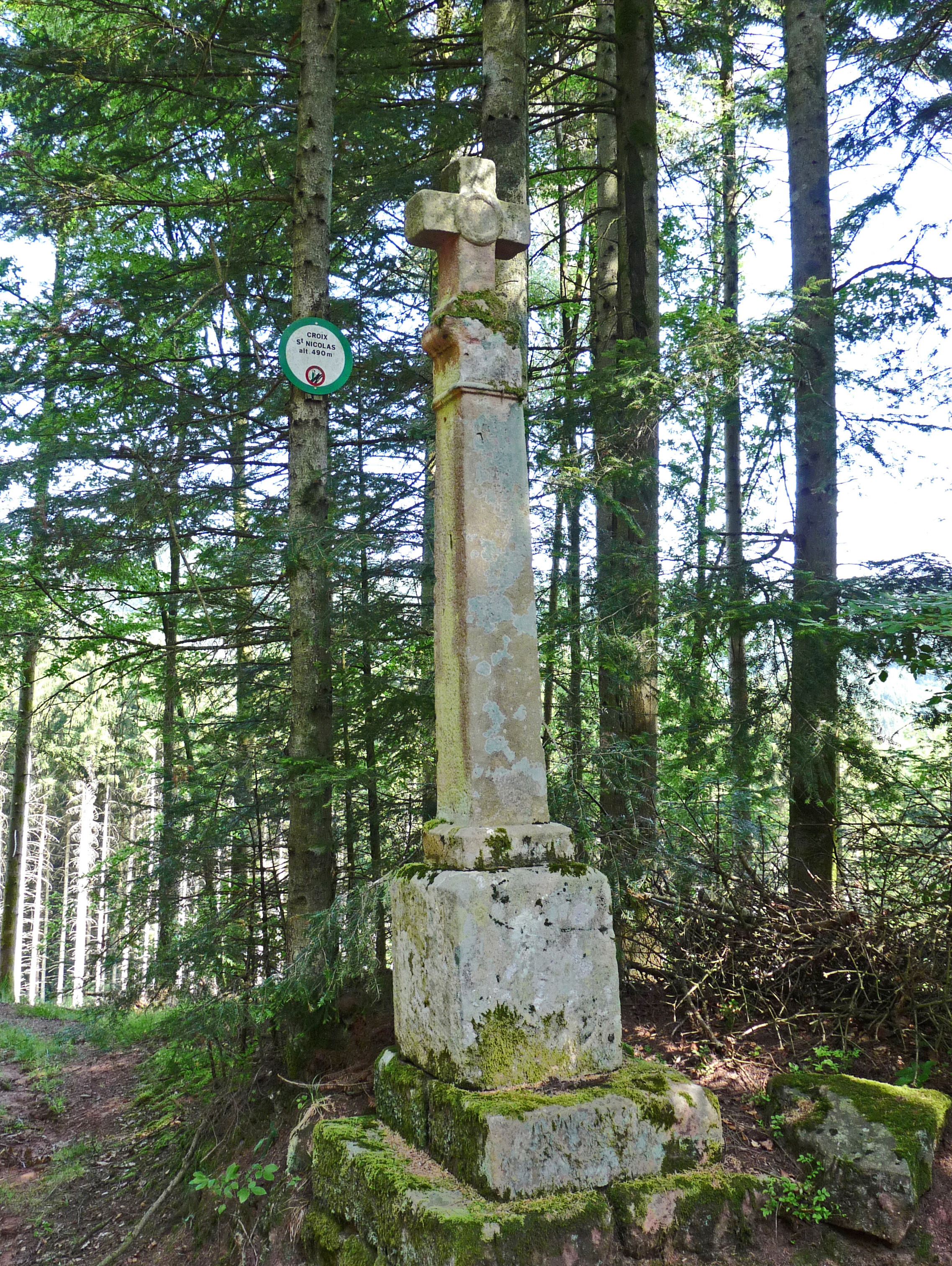
Kreuz Saint-Nicolas